# صاصل عراقي
صاصل عراقي (الاسم العلمي: Ornithogalum iraqense) هو نوع نباتي يتبع جنس الصاصل من فصيلة الهليونية.